# Lista de deputados distritais do Distrito Federal da 8.ª legislatura
Esta é a lista de deputados distritais eleitos para a legislatura 2019–2023. Nas eleições distritais no Distrito Federal em 2018, em 7 de outubro de 2018, foram eleitos 24 deputados distritais, desde nove foram reeleitos.

## Composição das bancadas
| Partido      | Líder                       | Bancada | Posição      |
| ------------ | --------------------------- | ------- | ------------ |
| AVANTE       | Reginaldo Sardinha          | 2 / 24  | Independente |
| Republicanos | Martins Machado             | 2 / 24  | Governo      |
| PDT          | Professor Reginaldo Veras   | 2 / 24  | Independente |
| MDB          | Hermeto de Oliveira         | 2 / 24  | Governo      |
| PT           | Arlete Sampaio              | 2 / 24  | Oposição     |
| PSB          | José Gomes                  | 2 / 24  | Governo      |
| PROS         | Delegado Fernando Fernandes | 1 / 24  | Governo      |
| PSD          | Robério Negreiros           | 1 / 24  | Governo      |
| PL           | Agaciel Maia                | 1 / 24  | Independente |
| PODE         | Jorge Vianna                | 1 / 24  | Independente |
| PTB          | Jaqueline Silva             | 1 / 24  | Independente |
| PSC          | Iolando Almeida de Souza    | 1 / 24  | Governo      |
| PTC          | Eduardo Pedrosa             | 1 / 24  | Independente |
| PSOL         | Fábio Félix                 | 1 / 24  | Oposição     |
| PP           | Valdelino Barcelos          | 1 / 24  | Governo      |
| PSDB         | Daniel Donizet              | 1 / 24  | Independente |
| NOVO         | Júlia Lucy                  | 1 / 24  | Independente |
| REDE         | Leandro Grass               | 1 / 24  | Oposição     |

## Resultado em discussão
O resultado final ainda encontra-se em discussão na justiça eleitoral, desde que uma ação foi protocolada por Paulo Goyaz, um advogado, contestando o resultado das eleições, baseando-se em uma liminar concedida, em 2015, pelo ministro Dias Toffoli, do Supremo Tribunal Federal (STF), a partir da análise da Ação Direta de Inconstitucionalidade (Adin) 5.420. A decisão suspendeu parcialmente a Lei nº 13.165/2015, que alterava a forma de distribuição das cadeiras no Legislativo. Segundo Goyaz, no entanto, a medida judicial não foi aplicada nas Eleições 2018 no Distrito Federal.

## Mudança nas vagas
foi eleita deputada distrital em 2018, pelo Partido Trabalhista Brasileiro (PTB), com 13 mil votos. No sítio eletrônico do TSE, divulgou-se que era astrônoma. No entanto, de acordo com Silva, tratou-se de um erro de digitação não corrigido, sendo a atividade empresarial sua ocupação real.
O Tribunal Regional Eleitoral (TRE-DF) barrou o registro de sua candidatura, entendendo que não havia comprovado ter se filiado ao PTB seis meses antes da eleição. O Tribunal Superior Eleitoral (TSE), entretanto, aceitou seu recurso interposto e deferiu o registro da candidatura, considerando que a filiação partidária de Silva havia ocorrido em tempo hábil. Logo depois, foi diplomada pela Justiça Eleitoral, recebendo a vaga antes considerada como sendo de Telma Rufino.

## Deputados distritais
| Nome                        | Partido      | Coligação                                       | Votos nominais | Notas                                                                   | Ref   |
| --------------------------- | ------------ | ----------------------------------------------- | -------------- | ----------------------------------------------------------------------- | ----- |
| Martins Machado             | Republicanos | Unidos Pelo DF 3 PRB – SOLIDARIEDADE            | 29 457         | O partido mudou de nome, antes se chamava PRB.                          | [ 1 ] |
| Delegado Fernando Fernandes | PROS         | PROS                                            | 29 420         |                                                                         | [ 1 ] |
| Professor Reginaldo Veras   | PDT          | Sustentabilidade e Trabalho PDT – PV            | 27 998         |                                                                         | [ 1 ] |
| Rafael Prudente             | MDB          | MDB                                             | 26 373         |                                                                         | [ 1 ] |
| Rodrigo Delmasso            | Republicanos | Unidos Pelo DF 3 PRB – SOLIDARIEDADE            | 23 227         | O partido mudou de nome, antes se chamava PRB.                          | [ 1 ] |
| Chico Vigilante             | PT           | PT                                              | 20 975         |                                                                         |       |
| Robério Negreiros           | PSD          | Unidos Pelo DF 2 PSD – PODE                     | 18 819         |                                                                         |       |
| Agaciel Maia                | PL           | PR                                              | 17 715         | O partido mudou de nome, antes se chamava PR.                           |       |
| José Gomes                  | PSB          | PSB                                             | 16 537         |                                                                         |       |
| Arlete Sampaio              | PT           | PT                                              | 15 537         |                                                                         |       |
| Cláudio Abrantes            | PDT          | Sustentabilidade e Trabalho PDT – PV            | 14 238         |                                                                         |       |
| Jaqueline Silva             | PTB          | Brasília Acima de Tudo PRP – PTB                | 13 106         | Estava com candidatura indeferida, reverteu o resultado após a eleição. |       |
| Jorge Vianna                | PODE         | Unidos Pelo DF 2 PSD – PODE                     | 13 070         |                                                                         |       |
| Iolando Almeida             | PSC          | PSC                                             | 13 000         |                                                                         |       |
| Eduardo Pedrosa             | PTC          | Mobilizar pra Mudar PMN – PTC                   | 12 806         | O partido não atingiu a cláusula de barreira.                           |       |
| João Alves Cardoso          | AVANTE       | AVANTE                                          | 12 654         |                                                                         |       |
| Roosevelt Vilela            | PSB          | PSB                                             | 12 257         |                                                                         |       |
| Telma Rufino                | PROS         | PROS                                            | 11 715         |                                                                         |       |
| Hermeto                     | MDB          | PHS                                             | 11 552         | Eleito pelo PHS.                                                        |       |
| Fábio Félix                 | PSOL         | Elas por Nós: Sem Medo de Mudar o DF PSOL – PCB | 10 955         |                                                                         |       |
| Valdelino Barcelos          | PP           | PP                                              | 9 704          |                                                                         |       |
| Daniel Donizet              | PSDB         | Brasília Acima de Tudo PRP – PTB                | 9 128          | Eleito pelo PRP.                                                        |       |
| Júlia Lucy                  | NOVO         | NOVO                                            | 7 655          |                                                                         |       |
| Reginaldo Sardinha          | AVANTE       | AVANTE                                          | 6 738          |                                                                         |       |
| Leandro Grass               | REDE         | Brasília Justa e de Mãos Limpas REDE – PC do B  | 6 578          | O partido não atingiu a cláusula de barreira.                           |       |

## Assumiu uma cadeira interinamente
| Nome         | Partido | Coligação | Votos nominais | Notas                              | Ref |
| ------------ | ------- | --------- | -------------- | ---------------------------------- | --- |
| Telma Rufino | PROS    | PROS      | 11 715         | Assumiu na vaga de Jaqueline Silva |     |